# ジェームズ・P・アリソン
ジェームズ・P・アリソン（James Patrick Allison, 1948年8月7日 - ）は、アメリカ合衆国の免疫学者である。テキサス大学MDアンダーソンがんセンター執行役員。2018年、「免疫チェックポイント阻害因子の発見とがん治療への応用」により本庶佑とともにノーベル生理学・医学賞を受賞した。

## 来歴
テキサス州ジムウェルズ郡のアリスに生まれる。テキサス大学オースティン校で微生物学を学び、1969年に卒業、同大学院から1973年に生命科学のPh.D.を取得した。1974年から1977年までスクリプス研究所で博士研究員となった後、1984年までテキサス大学MDアンダーソンがんセンターで生化学の助手および助教授として勤務した。1985年にカリフォルニア大学バークレー校の免疫学の教授兼癌研究所所長に任命され、1997年からはカリフォルニア大学サンフランシスコ校教授を兼任した。2004年にはコーネル大学メモリアル・スローン・ケタリングがんセンターに移籍し、また同年から2012年まではハワード・ヒューズ医学研究所に在籍した。2012年から現職。
ヒトの免疫機能をめぐってT細胞やがん細胞の研究に専念し、1995年、T細胞の活動を抑える抑制性受容体のCTLA-4を発見。自身の研究チームでCTLA-4の活性化を遮断する抗体の開発に取り組み、1996年にはマウスを使った動物実験でこの抗体が腫瘍の排除に役立つことが証明され、抗体製剤の開発に成功した。

## 受賞歴
- 2005年 ウィリアム・コーリー賞
- 2011年 ガベイ賞
- 2014年 生命科学ブレイクスルー賞
- 2014年 ガードナー国際賞
- 2014年 唐奨
- 2014年 ルイザ・グロス・ホロウィッツ賞
- 2014年 ハーヴェイ賞
- 2014年 マスリー賞
- 2015年 ラスカー・ドゥベーキー臨床医学研究賞
- 2015年 パサノ賞
- 2015年 パウル・エールリヒ&ルートヴィヒ・ダルムシュテッター賞
- 2016年 トムソン・ロイター引用栄誉賞
- 2017年 ウルフ賞医学部門
- 2017年 バルザン賞
- 2017年 ウォーレン・アルパート財団賞
- 2017年 ショーベリ賞
- 2017年 ウォーレン賞
- 2018年 キング・ファイサル国際賞 医学部門
- 2018年 国際ポール・ヤンセン生物医学研究賞
- 2018年 オールバニ・メディカルセンター賞
- 2018年 ノーベル生理学・医学賞
- 2018年 ジェシー・スティーヴンソン・コヴァレンコ・メダル
- 2019年 ベンジャミン・フランクリン・メダル
- 2024年 全米発明家殿堂選出